# Приватна мрежа
У Интернет терминологији, појам приватна мрежа је рачунарска мрежа која користи ИП адресе описане у  1918 (приватне ИП адресе), односно адресе из једног од следећа три опсега адреса:
Свако x представља један бајт, односно може да узима вредности од 0 до 255.
Пример приватне ИП адресе је 192.168.10.2
Један од разлога за увођење приватних мрежа јесте исцрпљивање опсега ИП адреса.

## Повезивање на Интернет
Рачунари, односно мрежни уређаји са наведеним адресама не могу директно да учествују у Интернет саобраћају.
Због тога се ове адресе углавном користе за локалне мреже (LAN), а за излазак на Интернет користи се поступак превођења ИП адресе (NAT), углавном преко рутера који поред приватне адресе, поседује и јавну ИП адресу.
Поред ове технике, за приступ Интернету, може се користити и прокси сервер.

## Јавна ИП адреса
Појам супротан приватној ИП адреси је јавна ИП адреса.
То су адресе које учествују у Интернет саобраћају.
Када рачунар из приватне мреже приступа Интернету, други удаљени рачунари виде само ИП адресу уређаја преко којег излази на Интернет.
Зато се често употребљавају и појмови унутрашња - интерна (приватна) и спољашња - екстерна (јавна) ИП адреса.
Пример јавне адресе је 207.142.131.236

## Аутоматско конфигурисање
Поред наведених опсега адреса, постоји и опсег адреса описан у  3330 и  3927.
Намера ових докумената је да омогући аутоматско конфигурисање рачунара и мрежних уређаја у случајевима када им ИП адресе нису додељене (било ручно, било преко DHCP сервера).
За то је резервисан следећи опсег ИП адреса: